# Трубоукладчик
Трубоукладчики предназначены для перемещения, наводки, опускания и укладки в проектное положение труб различных диаметров.
Трубоукладчик представляет собой базовый гусеничный трактор или его модификацию.

## Классификация трубоукладчиков
Они разделяются в зависимости от:
- диаметра укладываемых труб.
- число одновременно выполняемых рабочих движений.

Есть три группы трубоукладчиков:
Первая группа укладывает трубы малых диаметром до 530 мм.
Вторая группа может укладывать трубы диаметром до 1200 мм.
Третья группа укладывает трубы с большим диаметром до 1420 мм.
По основным параметрам трубоукладчики делятся:
- момент устойчивости,
- номинальная грузоподъемность,
- конструктивная масса,
- тяговое устройство на ведущем колесе гусеничного ходового трактора,
- максимальная высота подъёма.

## Трубоукладочное судно
Судно-трубоукладчик, для укладки труб по дну водоёмов (моря).
Россия
- Академик Черский (в честь Черского Н. А., бывш. Jascon 18)[1]